# Duomo di Montefalco
Il duomo di Montefalco sorge a Montefalco ed è consacrato a San Bartolomeo. La parte più antica risale all'XI secolo, quando fu edificato in stile romanico.

## Storia  e descrizione
La chiesa, di origine medievale, forse costruita nel XII secolo, ebbe un nuovo presbiterio nel XV secolo e fu ampliata nel Seicento.
Nella parete di fondo del presbiterio è una grande tela con i Santi Bartolomeo e Giovanni Evangelista che indicano e venerano una immagine della Madonna col Bambino, firmata da Giacinto Gimignani e datata con una firma oggi incompleta ma che può forse leggersi come 1648. Il dipinto è aperto in alto in un ovale che lascia vedere un'immagine affrescata della Madonna col Bambino, più antica di esso e che di solito era coperta da un ovale mobile di medesimo soggetto del Gimignani. La composizione, che si ispira alla Madonna della Vallicella di Rubens, mostra su un fondo cortonesco, un classicismo memore della sua collaborazione con Andrea Sacchi e influenzato da quello più algido di Poussin.

## Galleria d'immagini

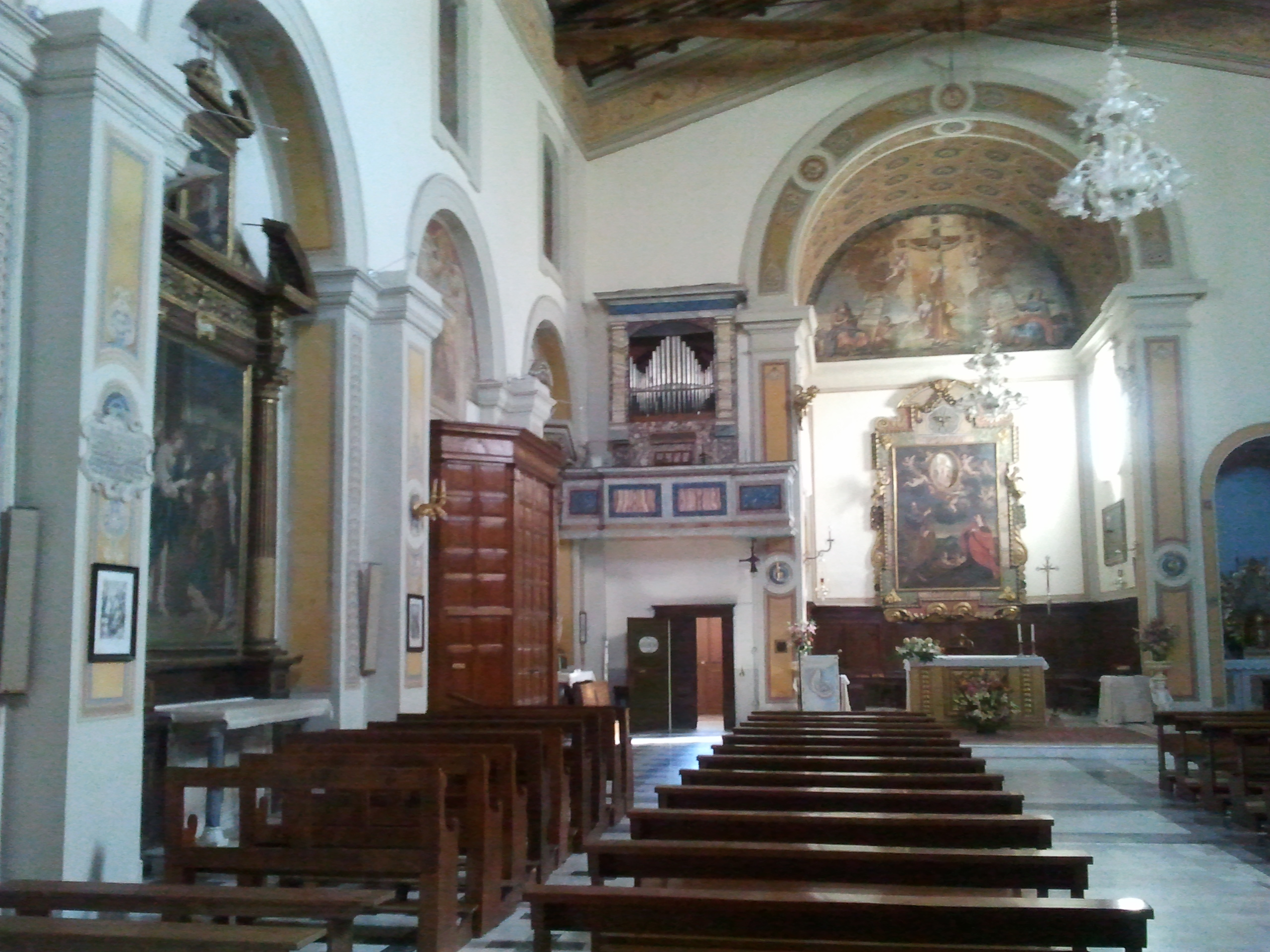
Duomo di Montefalco - Interno
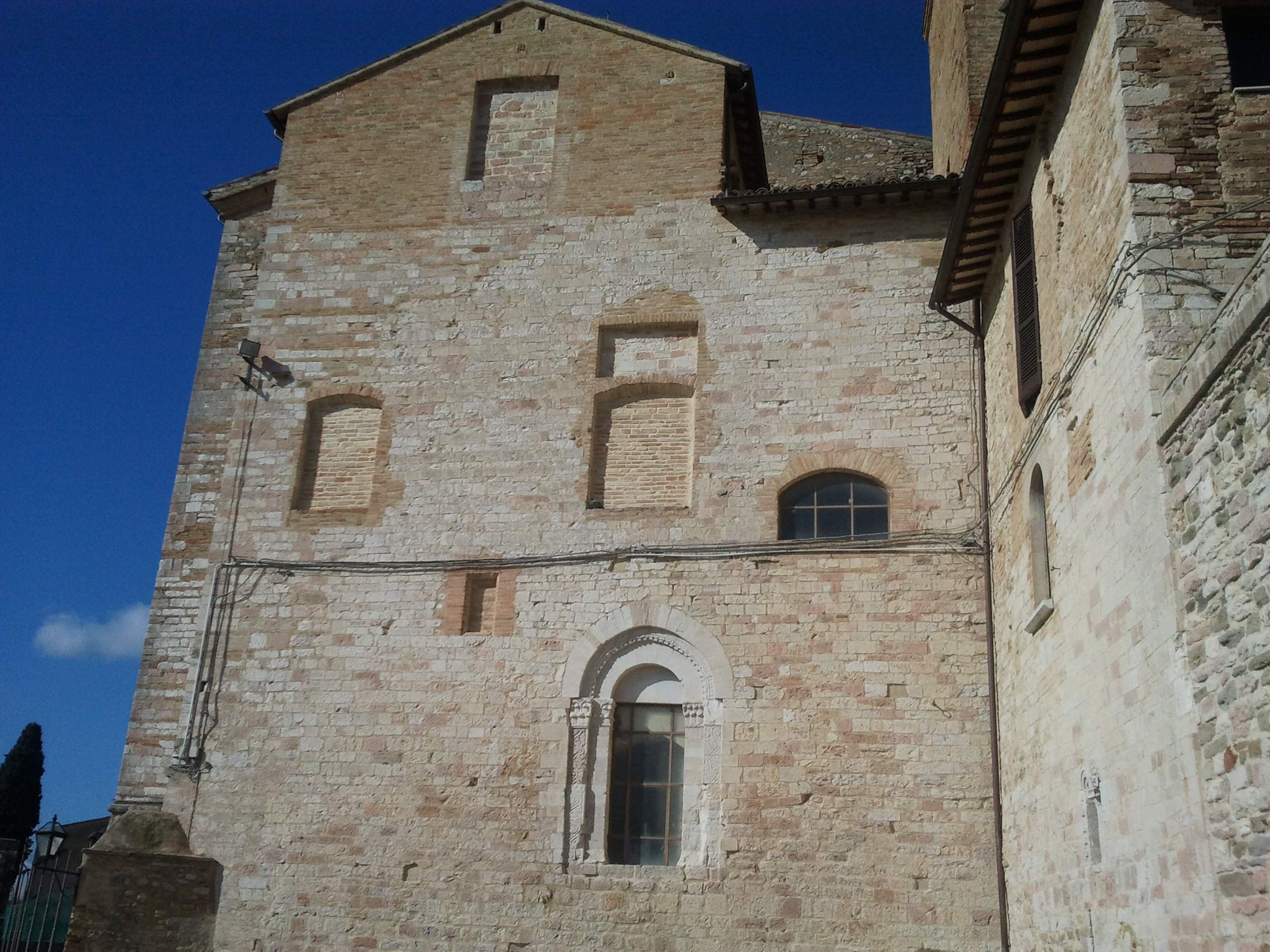
Duomo di Montefalco - Esterno laterale
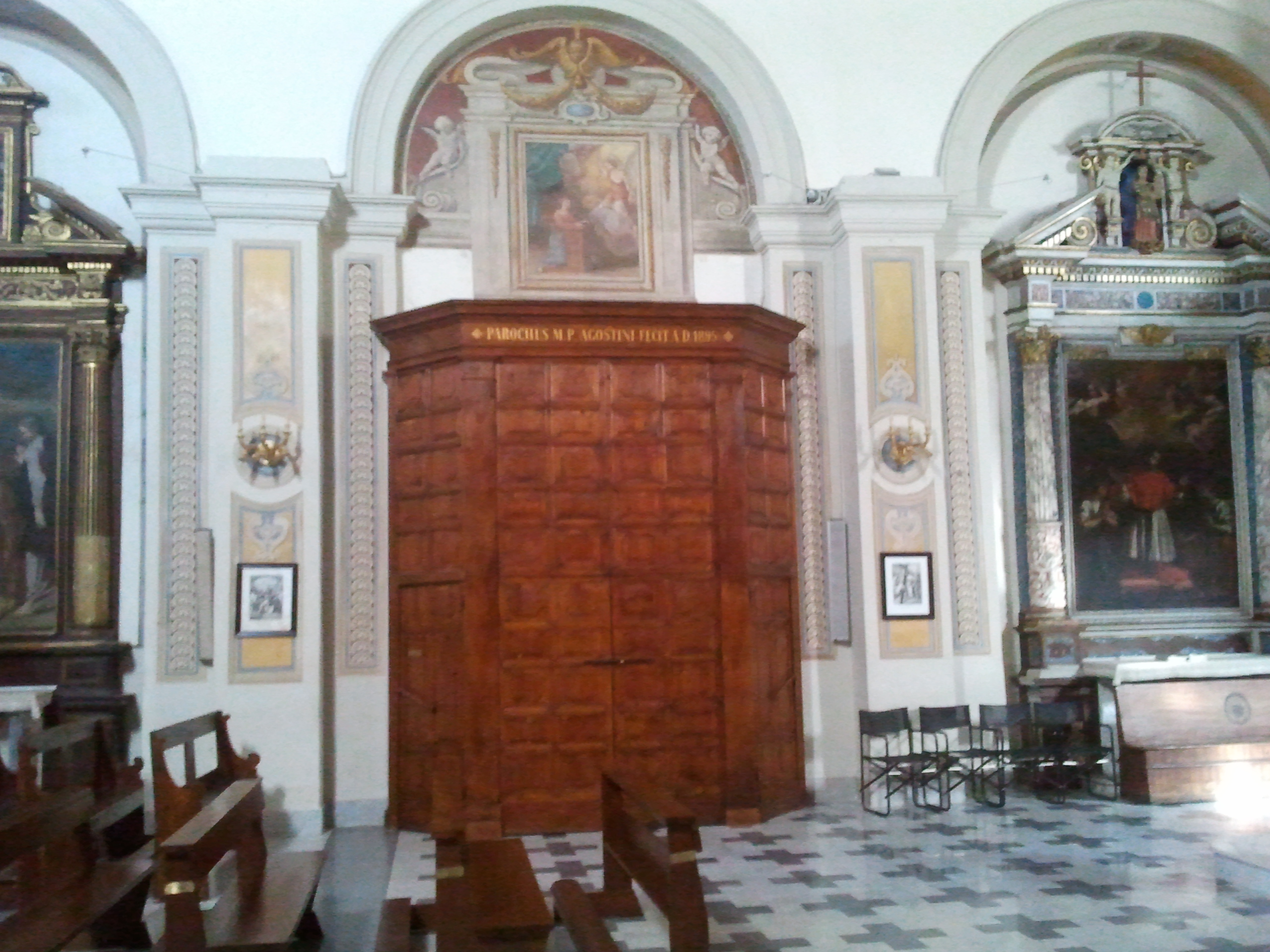
Duomo di Montefalco - Interno
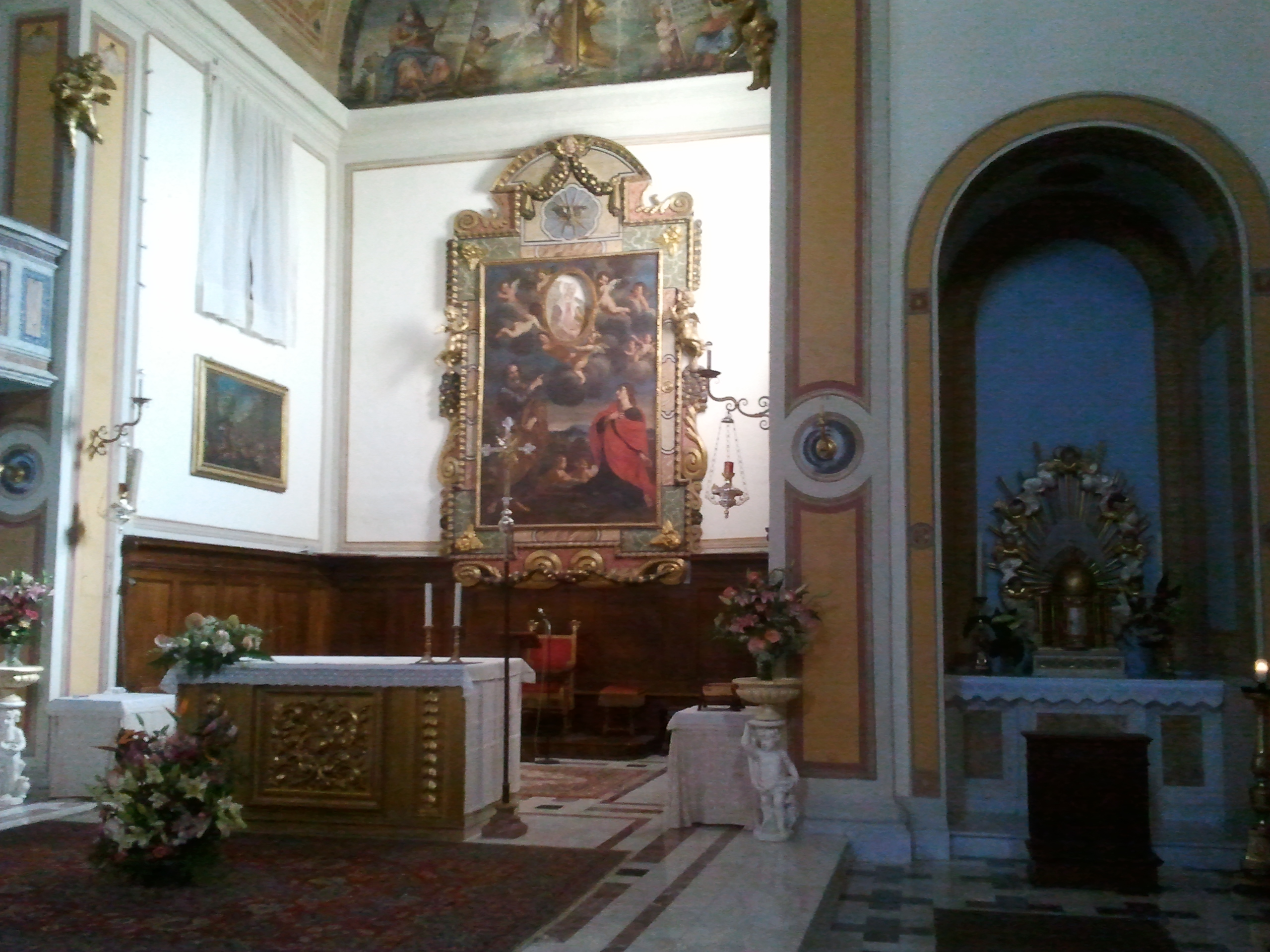
Duomo di Montefalco - Interno
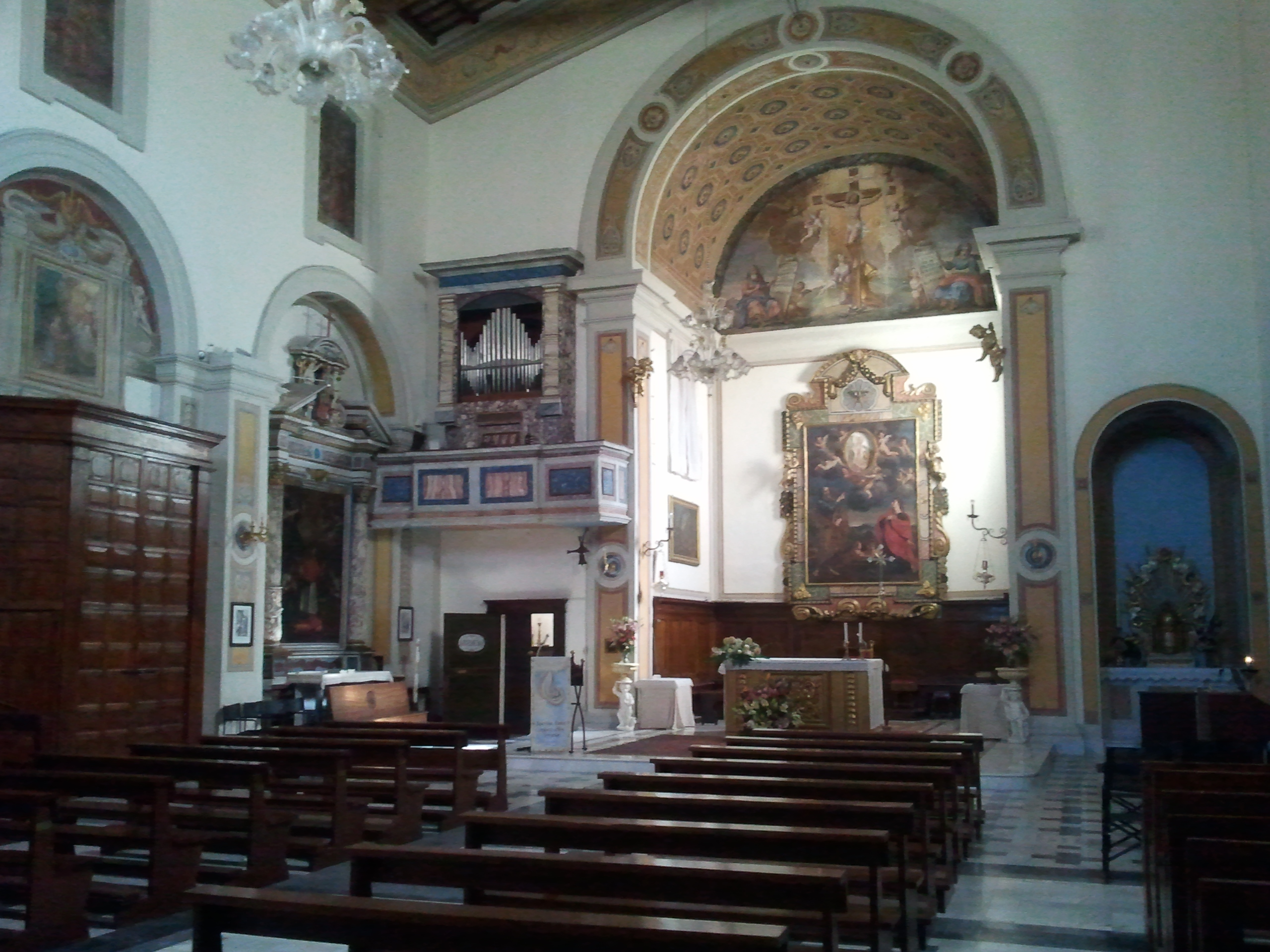
Duomo di Montefalco - Interno